# Nyárádgálfalva
Nyárádgálfalva (románul Gălești, németül Gallendorf) falu Romániában Maros megyében, Nyárádgálfalva község központja.

## Fekvése
A Marosvásárhelytől 15 km-re délkeletre Nyárád jobb partján fekvő falu a Középső-Nyárádmente egyik községközpontja. Nyárádszeredától 7,7 kilométerre fekszik, ahonnan a DJ135 és DJ151D megyei utakon közelíthető meg.

## Története
A hagyomány szerint egyik dombján kolostor állott, ahonnan romtöredékek, harangok maradványai kerültek felszínre.
1910-ben 841, túlnyomórészt magyar lakosa volt. A trianoni békeszerződésig Maros-Torda vármegye Marosi felső járásához tartozott.
1968-ban hozzacsatolták a vele egybeépült Nyárádszentlászlót, mely falu 2004 áprilisában nyerte vissza települési jogát népszavazás útján.
 1992-ben 1294 lakosából 1221 magyar, 59 cigány, 13 román és 1 német volt.
Fekete család (nyárádgálfalvi)

## Látnivalók
- A falu közepén áll műemlék unitárius temploma.
- A falu közepén áll műemlék református temploma.
- A Szentiványi-udvarház a 19. század első éveiben épült.
- A kultúrház
- Az alszegen a Sportbázis és Halastó

## Híres emberek
- Itt született 1813-ban Szentiváni Mihály költő, politikus, szobra az iskola előtt áll.
- Kiemelkedő szerepet töltöttek be a Fekete család tagjai a falu történetében.